# Заковенкин Павло Тимофійович
Закове́нкін Павло́ Тимофі́йович (*10 грудня (22 грудня) 1849 — †31 січня (13 лютого) 1913) — офіцер Російської імператорської армії XIX — початку ХХ ст., генерал-майор.

## Життєпис
Народився 10 грудня (22 грудня) 1849 р., навчався у Чернігівській класичній чоловічій гімназії і Третьому Олександрівському військовому училищі. Служив у лейб-гвардії гренадерського Кексгольмського полку.
У званні поручника брав участь у Російсько-турецькій війні 1877—1878 рр. У квітні 1878 р. отримав звання штабс-капітана.
З жовтня 1899 р. по лютий 1900 р. — командир лейб-гвардії Санкт-Петербурзького полку. Лютий 1900 р. – березень 1903 р. — командир 13-го піхотного Білозерського полку.
Командуючи 127-им піхотним Путивльським полком, брав участь у Російсько-японській війні.
Чин генерал-майора отримав у 1905 р.
Помер 31 січня (13 лютого) 1913 р., похований на Петропавлівському кладовищі м. Чернігів.

## Нагороди
- орден Св. Анни IV ступеня
- орден Св. Володимира III ступеня
- орден Св. Володимира IV ступеня
- орден Св. Анни II ступеня
- орден Св. Анни III ступеня
- орден Св. Станіслава I ступеня
- орден Св. Станіслава II ступеня
- орден Св. Станіслава III ступеня
- Знак Холмського православного Свято-Богородицького братства II ступеня
- Знак Холмського православного Свято-Богородицького братства III ступеня

Іноземні нагороди:
- Лицар ордена Франца-Йосифа
- орден Залізної Корони III ступеня
- орден Корони Пруської II класу